# 走れ!ガリバーくん
『走れ!ガリバーくん』（はしれガリバーくん）は、1996年4月7日から2005年9月25日まで関西テレビほかで毎週日曜日9:30 - 10:00に放送されていたJR西日本一社提供（関西テレビ・共同制作局・テレビ西日本。同時ネットの石川テレビ・福井テレビはJR西日本とローカルスポンサー、末期はローカルスポンサーのみ）の旅番組である。
フジテレビ系列の関西テレビと岡山放送、山陰中央テレビ、テレビ新広島、テレビ愛媛、高知さんさんテレビの共同制作番組。共同制作局以外でも放送されていたが、石川テレビ、福井テレビでも関西テレビとの同時ネットだった。そのほかの局は地域により放送時間が異なる。途中で打ち切った局も含めると、放送された地域は北海道・東北から九州・沖縄まで広範囲に及ぶ。また、関東では独立局がネットした地域もあり（ただしスポンサーは差し替え）。関西テレビと同時ネットの放送局のみ字幕放送。
本稿では、2020年3月15日に特別番組として放送された復活版『走れ!ガリバーくん2020』についても記載する。なお、レギュラー放送の直接の続編である『GO!GO!ガリバーくん』については当該項を参照のこと。

## 番組概要
毎回芸能人が2人（3人の時もある）登場する（登場時のBGMはバリー・グレイ作曲によるサンダーバードのメインテーマが使用されていた）。そして芸能人が王様の旅を賭けてオープニングゲームに挑戦し（ルールは例として2004年7月4日放送分の「丹後・舞鶴」にあやかり、8つある舞鶴名物の「肉じゃが」を1つずつ試食してもらい、そこから1つしかない本物をズバリ当てれば王様になれる若しくは、翌々週7月18日放送分の「わたらせ温泉（和歌山県）」にあやかり、8つある紀州名物「めはりずし」から、やはり1つしかない中身が生米仕様を選んでしまえばガリバーくんとなる）、勝てば豪華な王様の旅が当たるが、負ければ過酷な「ガリバーくん」の旅が待っていて、お品書きに書かれた条件（目的）の達成と与えられた低予算の所持金（過去には開通前の橋を渡るための通行許可証もあった）だけで目的地を目指さなければならないというルールである（ビデオカメラで撮影するための同行ディレクターも1人ついているが、マネージャーは付かない）。たとえ目的地の距離が近くても遠回りしなければならなかったり、途中出演タレントの実家のところへはちょうど通るところであっても行くこともすら許されなかったりとルールは徹底されている。このオープニングゲームは移動列車内で行われていたこともしばしばあり、列車内で負けてガリバーくんとなってしまった有名人は有無を言わさず途中の駅で無理矢理強制下車させられてしまう（強制下車に充てられた駅は例として「園部駅」「宝塚駅」「姫路駅」「和歌山駅」「御坊駅」などがあった）。これは王様（女王様）になった芸能人も、ガリバーくんを見送るために一度列車からホームへ降りる仕組みになっている（例として園部駅の場合、オープニングゲームに負けたガリバーくんをホームに残した状態で特急「はしだて3号」＋「まいづる3号」が発車していく）。そのためか王様（女王様）へのおしながき内容は、途中駅でガリバーくんを見送った後改めて公開されることになっている。（ただしガリバーくんの目的地の方が遠い場合もあり、この場合はガリバーくんが強制「乗車」となった）。もちろんガリバーくん側からは、番組の最後で合流しない限り王様（女王様）側のその後の状況を確認することはできない。
なお、ガリバーくんになった有名人は「ガリバーくん○○号」という称号で○○の部分には数字が入るがこれは通算の放送回数の意味もあらわしている（『GO!GO!ガリバーくん』と改題してからもこの称号は続いた）。連番で出た場合は、前半後半の2週に分けての放送となる。この措置は旅先によって収録の量が多い場合もあることや、編集に時間を費やすため1回の放送で無理な場合、続きを次週放送にするという体裁を取っていることによるものである。
出発駅は「新大阪駅」「岡山駅」「広島駅」が主である。目的地は西日本地区（近畿・中国・四国・九州地方）が中心であるが、中部地方、首都圏も度々取り上げており、2000年8月の放送では1度だけ北海道（この回の出発駅は札幌駅で最終目的地は富良野駅であった。強制下車の駅は岩見沢駅だった。北海道内では2か月後の10月に放送された）も取り上げていた。共同製作参加局のテレビ愛媛と高知さんさんテレビ（1997年より）は、JR四国エリアである。中でも「岡山駅」または「広島駅」を出発駅にするケースは、主に「アーバンネットワーク」エリアを採り上げる回を中心に適用された。東京を目的地とする回でも「岡山駅」「広島駅」を出発駅としていたのは、スポンサーとの契約上もあってか、道中に必ずJR西日本エリアを内包しなければならないという取り決めがあったためと思われる。
また、目的地が「北近畿ビッグXネットワーク」と関連するエリアを採り上げた回では、出発駅をわざわざ「京都駅」にしていたこともあった。これは例として2004年7月4日放送分において「丹後・舞鶴」を採り上げた際、京阪神地区から舞鶴方面への移動列車が京都駅始発の「まいづる」と「タンゴディスカバリー」（2012年現在は後者も前者に統合）しかないため、そうせざるを得なかったものだと思われる。また同年9月12日放送分で「天橋立」を採り上げた際、新大阪駅始発の「文殊」と「タンゴエクスプローラー」（または福知山駅における「北近畿」と「はしだて」との乗り継ぎの適用も一応効く）があるのに、敢えて京都駅始発の「はしだて」を移動列車に充てたため、この回もわざわざ同駅を出発駅にしていた（翌2005年4月17日放送分の「天橋立・久美浜」でも同様）。さらに同年11月21日放送分で「香住・湯村温泉」を採り上げた際は、「大阪駅」を出発駅としていた。これは同駅始発の特急「はまかぜ」を移動手段に充てたためである。
番組の最後に「旅のおさらい」というコーナーがあり、番組での「王様の旅」の行程を紹介した後、JR西日本の関西地区からの企画商品の宣伝を行っていたが、岡山放送・テレビ新広島・山陰中央テレビ・石川テレビ・福井テレビは、コーナーごとJR西日本各地区（岡山支社・広島支社・米子支社・金沢支社）の企画商品のCMに差し替えられていた。なお、JR四国エリアのテレビ愛媛・高知さんさんテレビは「旅のおさらい」をそのまま放送していた（山陰中央テレビ・テレビ新広島・福井テレビでも一時期「旅のおさらい」をそのまま放送していたことがある）。ノンスポンサーの地域では「旅のおさらい」のコーナーは放送せず、通常のスポットCMを流していた。
正月にスペシャル版が放送されることがあったが、こちらは関西テレビの単独製作で、JR西日本がスポンサーとならず、番組販売扱いとなっていたためか、放送時間も各地で異なっていた（GO!GO!ガリバーくんも同様）。関西テレビでは、1月2日の午前または昼間時間帯に放送される事が多かったが、他の地域ではその時間帯に、フジテレビからドラマの集中放送をネット受けした局もあり、それらの局では後日の放送となっていた。

## 番組終了とその後の動き
2005年9月25日（通算476回目）の放送で終了した。
その後、同じ番組コンセプトで番組名を『GO!GO!ガリバーくん』と改題して、同年10月2日（BSフジは10月8日）から2006年9月30日まで1年間(全49回)放送された。また、同時にデジタルハイビジョン化された（実際は4:3SD画質）。さらに、JR西日本の単独提供から（同社を含む）複数社の提供へ変更されたことを背景に、「王様の旅」では列車以外の交通手段（航空機、フェリー、クルーザー、当番組の開始当初から使われていたリムジンなど）も駆使。目的地も西日本エリアに限定せず、全国、果ては日本国外にまで広げられた。その後、関西テレビ以外の局は2006年3月で制作から撤退し、同時ネットから番組販売に移行した（関西テレビ以外ではFNS中四国地区基幹局のテレビ新広島が幹事局となるケースが多かった）が、これも1年で終了し、トータルで525回続いた一連の「ガリバーくん」シリーズは、11年間で放送を終了した。
JR西日本はJR福知山線脱線事故の影響（2005年4月）により、『GO!GO!ガリバーくん』でも提供クレジットの掲出・CMの出稿を自粛していたが、後継番組の『旅っきり!〜ふれあい紀行〜』（2006年4月2日放送開始）で単独提供へ復帰したことを機に、上記の自粛措置を解除した。しかし、2008年3月30日の放送終了によって、（中断期間を含めて）延べ12年間続いた関西テレビ制作・日曜9:30枠のJR西日本単独提供番組シリーズも幕を閉じた。なお、同社の単独提供による日曜午前の紀行番組枠は、関西テレビと同じ在阪民放局の読売テレビで2011年5月1日から復活。放送枠は10:55 - 11:20で、復活当初は『ニッポン!おもてなし旅』を放送していたが、2012年4月1日から複数社提供（JR西日本の筆頭スポンサー扱い）による『クチコミ新発見!旅ぷら』を編成している。
その一方で、関西テレビでは2017年から、ベトナムテレビジョン（ベトナムの国営テレビ局）と共同で当番組のベトナム版を制作。同年に第1シリーズ、2019年に第2シリーズ、2020年11月21日から2021年1月末まで第3シリーズをベトナム国内で放送していた。
いずれのシリーズの制作も総務省の放送コンテンツ海外展開強化事業に認定されており、日本版と同じく30分番組として制作。第2シリーズまでは、ベトナムの人気タレントによる日本国内の観光名所などのを紹介を兼ねていた。第3シリーズでは、2020年初頭からの新型コロナウイルス感染拡大の影響で、ロケ先を第2シリーズまでの日本国内からベトナム国内に変更。ベトナムの日系企業や、ベトナムと関係の深い日本の自治体を取り上げている。
日本国内でも、2020年3月15日（日曜日）の16:00 - 17:25に、『GO!GO!ガリバーくん』の終了から14年振りの復活版として『走れ!ガリバーくん2020』を放送。JR西日本が単独でスポンサーに付いたほか、レギュラー放送当時の共同制作局のうち、テレビ新広島と岡山放送が同時ネットを実施した。復活版は、「松江・出雲パート」（山陰中央テレビの放送対象地域内で収録）と「尾道・倉敷パート」（テレビ新広島・岡山放送の放送対象地域内で収録）の2本立て構成で放送されたが、山陰中央テレビでは同時ネットを見送っている（遅れネットの有無は不明）。なお『走れ!ガリバーくん2020』における「ガリバーくん○○号」のカウントは、『GO!GO!ガリバーくん』終了時のカウントを引き継いでいる（放送上は525号からスタート）。

## 出演者

### 司会者（旅の案内人）
- 梅田淳（2004年3月までは関西テレビアナウンサー）
- 杉本なつみ（関西テレビアナウンサー、当時）
- 藤本景子（同上）
- 村西利恵（同上）
- 吉原功兼（同上。続編の『GO!GO!ガリバーくん』ならびに復活特番『走れ!ガリバーくん2020』の尾道・倉敷パートのみ）

レギュラー版の開始から2004年3月までの放送分では、基本として梅田のみで進行。梅田がフリーアナウンサーへ転身した2004年4月以降は、同局時代の後輩に当たる女性アナウンサー3名（杉本・藤本・村西）の3名を含めた4名が持ち回りで司会を務める体制へ移行したため、梅田は出演の機会を徐々に減らした。2005年4月3日放送分でレギュラー版の司会を降板したが、『走れ!ガリバーくん2020』では、松江・出雲パートにて15年振りに司会を担当した。

### ナレーター
- 桑原征平（2004年5月までは関西テレビアナウンサー→以降はフリーアナウンサー、ガリバーくん担当。番組終了時の提供読みも担当）
  - レギュラー放送期間中は、1999年1月3日放送分の「1時間スペシャル」で初めて映像に登場。以降の放送回でも、梅田に代わって司会を務めることがあった。『走れ!ガリバーくん2020』では、メインナレーター扱いでガリバーくん側を担当したが、提供クレジットを割愛。
- 牧野エミ（王様担当、番組スタート時の提供読み）
  - 1999年1月3日放送分の「1時間スペシャル」では、桑原と揃って映像に登場していた。レギュラー放送終了後の2012年11月17日に53歳で逝去したため、『走れ!ガリバーくん2020』では、杉本を王様側のナレーターに充てている。

## ガリバーくんになった有名人達

### 男性
あ
- 浅田正行［150号、妻の清水よし子とペアで］
- 有吉弘行（元猿岩石）［147号、186・187号：相方・森脇とペアで］
- 安藤亮司［393号］
- 飯尾和樹（ずん）［455号］
- 井岡弘樹［64号、226号、401号：妻とペアで］
- 池谷直樹［391号、444号、451号］
- 池谷幸雄［24号、76号、104号］
- 池乃めだか［368号］
- IZAM（SHAZNA）［218号］
- 石井康太（やるせなす）［458号：村西利恵アナとペアで］
- 石井光三（株式会社石井光三オフィス代表取締役社長）［93号］
- 石原良純［53号、89号、119号］
- 維新力浩司（元力士）［363号］
- 和泉修［5号、71号、151号：妻とペアで、210号、247号、346号、385号］
- 稲川淳二［74号］
- 井上竜夫［369号］
- 上島竜兵（ダチョウ倶楽部）［69号］
- 内場勝則［357号］
- 内山信二［436号、472号］
- 内海光司（元光GENJI）［97号］
- 梅田淳［40号、48号、58号、90号、160号、264号、300号：妻と娘と親子で、392号、452号］
- 江藤潤
- 遠藤一彦［23号］
- 大澄賢也［59号、137号：田中雅之とペアで（※初となるペアでのガリバーくん）、164号、268号］
- 大竹一樹（さまぁ〜ず）［213号］
- 大仁田厚［105号、117号、156号、257号、340号：宇恵さやかとペアで、373号、402号、430号：野々村真とペアで］
- 大八木淳史［183号、256号］
- オール巨人［195号］
- オール阪神［321号］
- 緒方耕一（元巨人選手）［179号］
- 荻原次晴［390号、414号］
- おさる［202号、219号、271号、344号］
- オスマン・サンコン［72号］

か
- 角田信朗［448号］
- 加勢大周［331号］
- 片岡鶴太郎［215号］
- ガッツ石松［333号］
- 勝野洋［400号：妻のキャシー中島と長男の勝野洋輔と親子で］
- 勝野洋輔［400号：父の勝野洋と母のキャシー中島と親子で］
- 桂雀々［82号］
- 加藤博一［30号、73号、168号］
- 亀山忍［101号］
- 嘉門達夫［4号、16号］
- 川合俊一［28号］
- 川崎麻世［167号］
- 神田川俊郎［62号］
- 神奈月［325号］
- 岸田健作［467号］
- 旭道山和泰
- 工藤順一郎（工藤兄弟）［26号］
- 久保田篤［8号、124号、149号］
- グレート義太夫［79号］
- 黒田アーサー［109号］
- 黒部進［274号］
- 桑名正博［395号、409号、476号（※レギュラー放送での最後のガリバーくん）］
- ケント・フリック（ラジオDJ）［29号］
- 香田晋［447号］
- 小金沢昇司［95号］

さ
- 坂本ちゃん［281号、377号、411号、457号］
- 定岡正二［12号、211号、306号］
- 佐藤蛾次郎［170号、250号：妻とペアで、］
- 宍戸錠［216号］
- 獣神サンダー・ライガー（プロレスラー）［121号］
- 周富徳［39号］
- 島崎俊郎［3号、］
- 島田洋七［34号］
- 城みちる［15号］
- 角盈男［131号、192号、225号、327号、352号］
- セイン・カミュ［227号］
- そのまんま東［459号］

た
- たいせー（シャ乱Q、現：たいせい）［269号、295号、317号］
- 太平かつみ（かつみ♥さゆり）［318号］
- 大平サブロー［54号、174号］
- 大平シロー［161号］
- 田尾安志［176号］
- 高岡健治（現：高岡建治）［342号］
- 高知東生［244号］
- 高橋ジョージ（虎舞竜）［428号］
- 高原兄（アラジン）［67号］
- 高山知浩［301号：妻と息子とファミリーで］
- 高山善廣［453号］
- 太川陽介［475号］
- 竹内ゆうじ［7号］
- 武田修宏［322号、348号、418号、442号、471号］
- 竹原慎二［384号、426号］
- 立原啓裕［18号、85号］
- 田中昌之（元クリスタルキング）［81号、110号、137号：大澄賢也とペアで、155号、197号、214号、304号、336号、454号、466号］
- 谷隼人［424号］
- ダンカン［106号］
- ダンディ坂野
- チャック・ウィルソン［33号］
- 月亭八方［433号］
- つぶやきシロー［139号、159号、462号］
- つまみ枝豆［75号］
- 鶴久政治（元チェッカーズ）［136号、154号、263号］
- つるの剛士
- テツ（テツandトモ）［431号］
- 寺門ジモン（ダチョウ倶楽部）［68号］
- 出川哲朗［83号、127号、275号、307号、396号、422号、473号］
- 渡嘉敷勝男［1号（※レギュラー放送1回目）、17号、47号、65号、94号、146号、292号、319号、429号］
- 徳永善也（元チェッカーズ）［120号］
- 土建屋よしゆき［128号］
- トモ（テツandトモ）［463号］
- ドロンズ石本［420号、434号］

な
- 仲田幸司（元阪神⇒ロッテ投手、野球解説者）［130号、277号、386号］
- 中野浩一［302号］
- 中野英雄［293号］
- 長原成樹［38号］
- 仲本工事（ザ・ドリフターズ）［316号］
- なかやまきんに君［380号］
- なすび［285号、297号］
- なべやかん［279号］
- 西川きよし［251号：親子とペアで］
- 西川のりお［388号］
- 錦野旦［349号］
  - にしきのあきら［98号］
- 仁科克基［308号］
- 野々村真［2号、9号、49号、70号、152号、182号、345号、430号：大仁田厚とペアで］
- 野村将希［408号］
- 野村義男［166号］

は
- 羽賀研二［32号、45号、96号、123号、181号、255号］
- 萩原流行［298号］
- 橋本真也（プロレスラー）［107号］
- 畑山隆則［313号、361号、468号］
- 原口あきまさ［310号、370号］
- 原田篤［364号］
- 原田伸郎［13号］
- パンチ佐藤［19号］
- 肥後克広（ダチョウ倶楽部）［314号］
- 布川敏和［221号、272号、312号］
- ふかわりょう［284号、335号、367号、387号、446号］
- 藤波辰爾（プロレスラー）［46号］
- 藤原喜明［122号、376号］
- ブラザートム［205号、223号、252号］

ま
- 前田耕陽［246号］
- マギー審司［413号、439号］
- 槙原寛己（元巨人選手）［333号］
- まこと（シャ乱Q）［326号、338号］
- 升毅［261号］
- 松澤一之［31号、43号、114号、142号］
- 松村邦洋［415号、449号］
- 見栄晴［20号］
- 水内猛［405号、417号］
- ミニミニ長渕（長渕剛のそっくりさん）［267号］
- 宮尾すすむ［51号］
- モト冬樹［27号］
- 森進伍（森進一のそっくりさん）［141号］
- 森末慎二［371号］
- 森脇和成（元猿岩石）［132号、186・187号：相方・有吉とペアで、］
- 森脇健児［84号、108号］

や
- 薬師寺保栄［50号、102号、201号：母とペアで］
- 山川豊［305号］
- 山口良一［355号］
- 山下真司［204号］
- 山本太郎［134号］
- 吉村明宏［57号、118号、232号、289号、347号］
- 与田剛［245号］

ら
- ルー大柴［41号、140号、199号、290号、351号］
- 力也［329号］
  - 安岡力也［175号、230号］

わ
- 輪島功一［334号］

### 女性
あ
- 青田典子［52号、77号］
- 秋川リサ［60号］
- 秋本奈緒美［283号］
- 麻丘めぐみ［11号］
- 浅田好未（元パイレーツ）［339号］
- 朝凪鈴（元宝塚歌劇団、現：あさなぎりん）［61号、100号、178号］
- 芦川よしみ［359号、389号］
- 飯星景子［208号］
- 生稲晃子［80号、243号、435号］
- 石井麻里江［291号］
- 石野敦子（現・宝乃純）［23号］
- 磯山さやか［440号、460号］
- 伊藤絵理香［229号］
- 宇恵さやか［324号、340号：大仁田厚とペアで］
- 宇江佐りえ［196号］
- 大沢逸美［207号、231号、360号］
- 大西結花［135号、438号］
- 大原かおり［200号：母とペアで、217号、423号］
- 大場久美子［63号、162号、193号、254号、383号、437号］
- 大林素子［190号、209号、228号、332号、397号］
- 大東めぐみ［92号、148号］
- 大桃美代子［14号］
- 奥野史子［10号］

か
- カイヤ［287号］
  - カイヤ川崎［157号］
- 梶原真弓（元シェイプUPガールズ）［115号］
- 加藤貴子［450号］
- 嘉門洋子［224号］
- 川合千春［320号］
- 川村令美［258号］
- 川内朋子（芸能レポーター）
- 川村ひかる［241号、262号、366号、464号］
- 木内あきら［237号］
- 菊池万理江（現：ひろせまい）［111号、133号］
- 菊池美緒（現：松井稼頭央夫人）［173号］
- 北沢まりあ［282号］
- キャシー中島［400号：夫の勝野洋と長男の勝野洋輔と親子で］
- 熊谷真実［406号］
- 熊田曜子［381号］
- 来栖あつこ［343号、375号］
- 久保恵子［412号、470号］
- 小池祥絵［266号］
- 小島可奈子［185号］
- 小松みゆき［158号］
- 小向美奈子［399号］

さ
- 斉藤こず恵［358号、403号、425号］
- 斉藤満喜子［35号］
- 坂井香代子［374号］
- 佐藤江梨子［212号、253号、294号、311号、328号］
- 柴田かよこ［299号］
- 清水よし子（ピンクの電話）［99号、150号：夫の浅田正行とペアで、416号、461号］
- 水前寺清子［259号］
- 瀬戸カトリーヌ［303号、394号、445号］

た
- 高樹澪［44号］
- 武田久美子［138号］
- 田中広子（現：田中ひろ子）［222号、278号、330号］
- 谷川真理［372号］
- 田村りんか［248号］
- 津川友美［273号］

な
- 内藤陽子［355号］
- 中島史恵（元シェイプUPガールズ）［153号、184号、220号、265号：三瀬真美子とペアで、］
- 中村由真［419号、474号］
- 長与千種［25号］
- 夏目敦子［239号］
- 奈美悦子［86号］
- 西川かの子［407号］
- 西本はるか（元パイレーツ）［165号］
- 根本はるみ［354号、382号、427号、443号］
- 根本りつ子［91号、112号、235号］

は
- 橋本志穂［234号、315号、337号、379号］
- 浜野裕子（元C.C.ガールズ）［145号、171号、188号：森洋子とペアで、238号、260号］
- 林マヤ［456号］
- 原田徳子［143号］
- 久本朋子［5号、398号］
- 原久美子［37号、432号］
- 原史奈［270号］
- 福岡サヤカ［280号、353号］
- 藤森みゆき［191号］
- 宝積有香［56号］
- 細川ふみえ［362号、421号、441号］
- 細木美和［42号、55号、126号、163号］
- 堀越のり［465号］
- 堀ちえみ［36号、66号、87号］

ま
- 松野明美［404号］
- マリアン［177号］
- 三浦早苗［103号］
- 水沢アキ［125号］
- 三瀬真美子（元シェイプUPガールズ）［116号、169号、265号：中島史恵とペアで］
- 三井ゆり［206号］
- 宮前真樹［21号、129号、198号］
- 村西利恵アナウンサー［458号：やるせなす石井とペアで］
- 持田真樹［309号］
- 望月さや［276号、296号］
- 本杉美香（元C.C.ガールズ）［172号、189号］
- 森下涼子［180号、194号、236号］
- 森本さやか［341号］
- 森洋子［188号：浜野裕子とペアで］

や
- 安めぐみ［286号、378号］
- 柳明日香［240号］
- 楊原京子（現：松永京子）［288号、350号］
- 山田誉子（元C.C.ガールズ）［78号、88号、113号、144号］
- 山田千鶴［365号］
- 山本麻生［203号］
- 山本恵美［242号］
- ゆきぽよ［526号］※2020年の復活特番
- 吉田真由子［469号］

ら
- りんごちゃん［525号］※2020年の復活特番

わ
- 若槻千夏［410号］

## スタッフ

### 走れ!ガリバーくん
- 構成 : 萩原芳樹、中川正博
- プレーン : 伊東博（大平シローが本名名義で担当）
- プロデューサー : 梁典雄(関西テレビ・当時）⇒武藤良博(関西テレビ・演出兼）⇒稲田聖子（関西テレビ・当時）⇒高島公美 （関西テレビ）、酒巻正幸（東通企画）
- AP （アシスタントプロデューサー）  : 和宏美（旧姓：山本）
- ディレクター : 武藤良博（関西テレビ）、都築一興（東通企画）、古賀敏仁、遠藤陽介、森脇芳史、加藤貴光、石原直行、岡崎雅哉、北村崇、松元広幸、南大輔
- MA : 右見嘉英（東通AVセンター）
- エンディングテーマ : PSYCHODELICIOUS『不思議な旅』
- 技術協力 : 東通（旧大阪東通）、東通テクノサービス（旧ティ・ディー・シー）、東通ライティング、東通AVセンター
- 制作協力 : 東通企画（関西テレビが幹事局の時）／他社が幹事局の時はTSSプロダクション・OHKエンタープライズ他幹事局の関連会社
- 制作 : 関西テレビ ／ 岡山放送、山陰中央テレビ、テレビ新広島、テレビ愛媛、高知さんさんテレビ（1997年より参加）
  - 制作幹事局となった局がテロップの先頭に表記された。

### 走れ!ガリバーくん2020
- プロデューサー：澤田芳博（関西テレビ）、冨安いたる・長谷川光生・小河雅洋（以上、begin）
- 演出：秋山秀人
- ディレクター：江村英紀、恵村悟、大塚麻紀
- AP：小河さゆり
- AD：田森直希、福本真優
- 構成：佐藤允彦
- リサーチ：フォーミュレーション
- 編成：居川大輔（関西テレビ）
- 宣伝：川上翔子（関西テレビ）
- カメラ：松村幸徳、田村晋介
- 音声：奥野颯馬
- 編集：井出慧
- MA：加々見信吾
- 音効：有木岳人
- 技術協力：コールツプロダクション、麻布プラザ
- 企画協力：東通企画
- 制作協力：begin
- 制作著作：カンテレ（関西テレビ放送）

## 共同制作局以外で放送された局
特記のないものはフジテレビ系列
- 北海道文化放送（特に土日、祝日に放送されることが多かった。ノンスポンサーだが過去に1回だけローカルスポンサーがついたことがある。）
- 青森放送（日本テレビ系）
  - 初期は青森テレビ（TBS系）で放送していた
- 岩手めんこいテレビ
- さくらんぼテレビ
- 仙台放送
- 福島テレビ
- ちばテレビ（独立UHF）
- tvk（独立UHF）
- 富山テレビ
- 石川テレビ（JR西日本のスポンサードネット）
- 福井テレビ（JR西日本のスポンサードネット）
- テレビ静岡（金曜深夜に遅れネット）
- 東海テレビ
- テレビ山口（TBS系）
- テレビ西日本（JR西日本のスポンサードネット）
- テレビ大分（日本テレビ系とのクロスネット）
- 鹿児島テレビ
- 沖縄テレビ

※不定期放送、途中打ち切り、途中からネット開始の局も含む

## 書籍
- 「走れ！ガリバーくん」のおでかけブック : どーする、週末。特別編 （2004年4月） ISBN 4-8356-0406-7

400回までの番組の旅先などが記載されている。